# Max Beloff, Baron Beloff
Max Beloff, Baron Beloff  (* 2. Juli 1913 in London; † 22. März 1999 in London) war ein britischer Historiker und  konservativer Peer. Von 1974 bis 1979 war er Direktor des University College of Buckingham, der heutigen University of Buckingham.

## Frühes  Leben
Max Beloff wurde am 2. Juli 1913 im Londoner Ortsteil Islington geboren und war das älteste Kind einer jüdischen Familie, die 1903 von Russland nach England übersiedelt war. Er war der ältere Sohn einer Familie von fünf Kindern  des Kaufmanns Simon Beloff und dessen Gattin Marie. Seine Schwester Anne heiratete 1948 den deutschstämmigen Nobelpreisträger und Biochemiker Ernst Boris Chain. Der Psychologe John Beloff war sein Bruder. Der junge Max Beloff besuchte die St Paul’s School und studierte dann neuere Geschichte am Corpus Christi College (Oxford), wo er mit ausgezeichnetem Erfolg graduierte (Forschungsstipendiat 1993). Die vermeintliche Abstammung von Beloffs Familie vom Hause Davids als Abkömmlinge des Rabbi Meir Katzenellenbogen, des Maharam of Padua, wird im Werk The Unbroken Chain ausführlich beschrieben. 1973 wurde Beloff zum Mitglied (Fellow) der British Academy gewählt.

## Politische Ansichten
In seinem 1992 erschienenen autobiographischen Werk An Historian in the Twentieth Century erörtert Beloff seine politische Reise. Er war zunächst in der Schule konservativ geprägt gewesen, hatte sich dann während seiner Universitätsausbildung vom Sozialismus angezogen gefühlt und wandelte sich schließlich nach dem Zweiten Weltkrieg zum Liberalen. In den Diskussionen über die Bildungsstandards in den 1960er Jahren stellte er fest, dass die Labour-Regierung gegenüber seiner Idee einer nicht staatlich finanzierten Universität ablehnend eingestellt war und die liberale Partei zusehends nach links rückte. Deshalb tendierte er nach seiner Pensionierung 1979 zum Beitritt zur Conservative Party.
Beloff, der aus seiner 1938 geschlossenen Ehe mit Helen Dobrin zwei Söhne hatte und seit 1981 Life Peer war, sprach im House of Lords häufig über Schul- und Verfassungsmaterien und setzte jenseits seiner parlamentarischen Auftritte auch seine literarischen Aktivitäten fort. Als strikter Euroskeptiker behauptete er, dass die britische Geschichte unvereinbar mit Großbritanniens Mitgliedschaft in der Europäischen Union sei, was ihn zur Abfassung des 1996 publizierten Werks European Union: A Dialogue of the Deaf veranlasste.
Gegen Ende seines Lebens trat Beloff auch als überzeugter Gegner des im Rahmen von New Labours Verfassungsreformen beschlossenen House of Lords Act hervor, der die direkte Erblichkeit vieler Sitze im House of Lords abschaffte. In vielen Parlamentsreden verteidigte Beloff das Erbprinzip, starb aber vor der Verabschiedung des Gesetzes. Zum letzten Mal sprach er am 22. März 1999 im House of Lords und starb noch am gleichen Tag im Alter von 85 Jahren.

## Laufbahn
- Nachwuchsforschungsstipendiat des Corpus Christi College, 1937
- Assistenzprofessor für Geschichte an der Manchester University, 1939–46
- Dienst im Weltkrieg: Royal Corps of Signals, 1940–41
- Nuffield Reader in der Vergleichsstudie der Institutionen, Oxford University, 1946–56

1954 hielt Beloff die diesjährigen Albert Shaw Lectures on Diplomatic History an der Johns Hopkins University; diese Vorlesungen wurden später als Foreign Policy and the Democratic Process herausgegeben.
- Fellow des Nuffield College, Oxford, 1947–57
- Gladstone-Professor für Regierungs- und Verwaltungslehre an der Oxford University, 1957–74, dann Professor emeritus
- Fellow des All Souls College, Oxford, 1957–74, Emeritus Fellow, 1980–99
- Direktor des University College of Buckingham, 1974–79
- Außerplanmäßiger Fellow des St Antony’s College, Oxford, 1975–84
- Honorarprofessor an der St Andrews University, 1993–98

Beloff wurde Präsident der Universität Haifa, 1980 zum Ritter geschlagen und 1981 zum Life Peer mit dem Titel Baron Beloff, of Wolvercote in the county of Oxfordshire ernannt. Nach seinem Tod gründete die Universität Buckingham im Januar 2005 das Max Beloff Centre for the Study of Liberty.

## Werke
- Public order and popular disturbances 1660–1714, 1938
- The Foreign Policy of Soviet Russia 1929–41, 2 Bde., 1947/1949
- Thomas Jefferson and American Democracy, 1948
- Soviet Policy in the Far East, 1944–51, 1953
- The Age of Absolutism, 1660–1815, 1954
- Foreign Policy and the Democratic Press, 1955
- Europe and the Europeans, 1957
- The Great Powers, 1959
- New Dimensions in Foreign Policy, 1961
- The United States and the Unity of Europe, 1963
- The Balance of Power, 1968
- Imperial Sunset-Volume 1: Britain’s Liberal Empire 1897–1921, 1969
- The American Federal Government, 1969
- The Future of British Foreign Policy, 1969
- The Intellectual in Politics, 1970
- The Tide of Collectivism - Can it be Turned?, 1978
- The State and its servants, 1979
- The Government of the United Kingdom (mit Gillian Peele), 1980
- Wars and Welfare: Britain, 1941–1945, 1984
- Imperial Sunset-Volume 2: Dream of Commonwealth 1921–42, 1989
- An Historian in the Twentieth Century, 1992
- Britain and European Union: Dialogue of the Deaf, 1996

Zu den von Beloff herausgegebenen Werken gehören:
- History: Mankind and his story, 1948
- The Federalist, 1948
- The Debate on the American Revolution, 1761–1783, 1949
- Europe and the Europeans: an International Discussion, 1957
- On the track of tyranny: essays presented by the Wiener Library to Leonard G. Montefiore, 1960
- American Political Institutions in the 1970s (mit Vivian Vale), 1975
- Beyond the Soviet Union: the fragmentation of power, 1997